# J.D., der Killer
J.D., der Killer (Originaltitel: The Rise and Fall of Legs Diamond ) ist ein US-amerikanischer Kriminalfilm aus dem Jahr 1960 unter der Regie von Budd Boetticher mit Ray Danton, Karen Steele und Elaine Stewart in den Hauptrollen. Der Film war das Kinodebüt von Dyan Cannon und Howard Shoup wurde für den Oscar für das beste Kostümdesign nominiert.

## Handlung
In den 1920er Jahren ziehen der ehrgeizige, aber unbedeutende Dieb Jack Diamond und sein kränklicher Bruder Eddie Diamond nach New York. Jack lernt die Tanzlehrerin Alice Shiffer kennen, lügt sie an, um mit ihr ausgehen zu können, und stiehlt eine Halskette aus einem Juweliergeschäft. Nachdem er einige Zeit im Gefängnis verbracht hat, arbeitet er während seiner Bewährungszeit mit Alice in ihrer Tanzschule.
Dann wird er als Leibwächter des berüchtigten Arnold Rothstein eingestellt, der ihm den Spitznamen Legs gibt. Sein Plan ist es, Rothstein aus dem Weg zu räumen und ihm seine Schmuggel-, Drogen- und Glücksspielgeschäfte zu stehlen. Als Arnold ermordet wird, beginnt Legs Diamond mit der Erpressung von Schutzgeldern. Als er mit Alice in den Urlaub nach Europa fährt, liest er in der Zeitung, dass sich die New Yorker Unterwelt durch den National Prohibition Act verändert hat. Legs kehrt nach Amerika zurück, stellt das Syndikat zur Rede und verlangt einen Anteil an seinen Geschäften. Er wirft Alice aus seinem Leben und wendet sich an Monica, die ihn verrät. Auftragskiller dringen in sein Hotelzimmer ein und erschießen ihn. In der Schlussszene, als sein Leichnam auf einer Bahre abtransportiert wird, sagt Alice, dass er von vielen geliebt worden sei, aber niemanden geliebt habe.

## Produktion
Boetticher sagte, die einzigen Schauspieler, die er in seinem Leben wirklich gehasst habe, seien Gilbert Roland und Ray Danton gewesen. Er wollte einen Film wie Triumph des Willens („der beste Film, den ich je gesehen habe“) über einen der verachtenswertesten Menschen aller Zeiten, Adolf Hitler, machen. Ich wollte also einen Film über einen elenden, nichtsnutzigen Mistkerl machen, bei dem man, wenn man aus dem Kino kommt, sagt: „Gott, war der nicht großartig!“ Und dann geht man zwei Schritte weiter und sagt: „Moment mal, er war ein elender Mistkerl“.
Er recherchierte über den Film, fand heraus, was Diamond alles getan hatte, „und als ich zu Warner zurückging und ihnen alles erzählte, was ich herausgefunden hatte, wollten sie mich den Film nicht machen lassen! Also mussten wir ihn ein bisschen aufpolieren. Wir hatten vierundzwanzig Tage Zeit dafür; es war ein guter Film.“
Die Rolle von Frank de Kova wird nur als „The Chairman“ des neuen Verbrechersyndikats erwähnt. Er sollte Lucky Luciano spielen, aber da Luciano zu dieser Zeit noch lebte, wurde beschlossen, seinen Namen nicht zu nennen.
Die Hauptrolle wurde zunächst Robert Evans angeboten. Als dieser ablehnte, übernahm Ray Danton, der bei Warner Bros. Television unter Vertrag stand, die Hauptrolle. Evans hatte auch die Hauptrolle in Der tanzende Gangster abgelehnt, die Danton ebenfalls spielte.
Danton nahm seine Rolle als Legs Diamond in Tote können nicht mehr singen wieder auf.

## Besetzung und Synchronisation
| Rolle                 | Darsteller      | Sprecher             |
| --------------------- | --------------- | -------------------- |
| Jack „Legs“ Diamond   | Ray Danton      | Herbert Weicker      |
| Alice Scott           | Karen Steele    | Lis Verhoeven        |
| Monica Drake          | Elaine Stewart  | Marianne Wischmann   |
| Leo „Butcher“ Bremer  | Jesse White     | Werner Lieven        |
| Pol.-Lt. Moody        | Simon Oakland   | Ernst Konstantin     |
| Arnold Rothstein      | Robert Lowery   | Paul Klinger         |
| „Fats“ Walsh          | Judson Pratt    | Hans Jürgen Diedrich |
| Eddie Diamond         | Warren Oates    | Thomas Reiner        |
| Syndikat-Vorsitzender | Frank DeKova    | Malte Jaeger         |
| Sgt. Joe Hedley       | Gordon Jones    | John Pauls-Harding   |
| Matt Moran            | Joseph Ruskin   | N. N.                |
| Dixie                 | Diane Cannon    | N. N.                |
| Vince Coll            | Richard Gardner | N. N.                |
| Arzt                  | Maurice Wells   | Wolf Ackva           |
| Frenchy LaMarr        | Bernard Fein    | Wolfried Lier        |
| Kellner               | Edwin Thuttle   | Alois-Maria Giani    |
| Little Augie          | Sid Melton      | Anton Reimer         |
| Mrs. Hedley           | Hazel Shermet   | Franziska Liebing    |

## Kritiken
Von Howard Thompson von der New York Times: Der unheilvolle Grundton von Warners eindringlichem Leinwandporträt des berüchtigten Jack Diamond ist, dass sein „Aufstieg“ recht unterhaltsam zu beobachten ist... Das Drehbuch ist allerdings nicht gerade locker. Auch nicht die knackige Regie von Budd Boetticher. Und auch nicht die Karriere des Helden, der vom kleinen Dieb zum Leibwächter von Arnold Rothstein aufsteigt... Ein klug montiertes Porträt eines Mannes, der seine Spuren hinterlassen hat – im Verbrechen.
Nachdem er den Film gesehen hatte, ließ sich der Gitarrist Hank Marvin dazu inspirieren, seinen The Rise and Fall of Flingel Bunt nach diesem Film zu benennen.
2008 nominierte das American Film Institute diesen Film für seine Liste der Top 10 Gangsterfilme.